# 千葉梢恵
千葉 梢恵（ちば こずえ、1991年10月7日 - ）は、宮城県出身の元女子サッカー選手。ポジションはディフェンダー。

## 来歴

### クラブ
常盤木学園高校、早稲田大学でプレー。早稲田大学では主将も務めた。
大学卒業後、リトルスターズを経て、2015年にベガルタ仙台レディース（後のマイナビベガルタ仙台レディース）に加入。4シーズン所属し、なでしこリーグ通算34試合に出場、2得点をあげた。2018年の終わりに現役引退した。

### 代表
常盤木学園高校に所属していた2008年10月に、U-17女子ワールドカップに臨むU-17日本代表に選出された。大会では全4試合に出場した。

## 代表歴
- U-17日本代表
  - 2008 FIFA U-17女子ワールドカップ; ベスト8（4試合出場）